# Medal za Długoletnie Pożycie Małżeńskie
Medal za Długoletnie Pożycie Małżeńskie – polskie cywilne odznaczenie państwowe.

## Historia
Medal za Długoletnie Pożycie Małżeńskie ustanowiono jako nagrodę dla osób, które przeżyły co najmniej 50 lat w jednym związku małżeńskim. Został ustanowiony ustawą z dnia 17 lutego 1960 o orderach i odznaczeniach, a włączony do obecnego systemu odznaczeń państwowych ustawą z 16 października 1992 o orderach i odznaczeniach (Dz.U. z 2022 r. poz. 1031).
Przed 1992 nazwę pisano w formie: Medal „Za długoletnie pożycie małżeńskie”. Rozporządzeniem Prezydenta Rzeczypospolitej Polskiej z dnia 31 lipca 2007 r., które weszło w życie 10 października tegoż roku, nazwa została zmieniona na Medal za Długoletnie Pożycie Małżeńskie (Dz.U. z 2007 r. nr 151, poz. 1075).
Nadawany jest przez Prezydenta Rzeczypospolitej Polskiej obywatelom polskim (do 1989 roku przez Radę Państwa). Wnioski o nadanie Medalu za Długoletnie Pożycie Małżeńskie przedstawiają Prezydentowi wojewodowie.
Łącznie do 1992 (do końca obowiązywania ustawy z okresu PRL) przyznano 445 070 Medali za Długoletnie Pożycie Małżeńskie, a w latach 1992–2009 dalszych 772 044.

## Opis odznaki
Odznaką Medalu za Długoletnie Pożycie Małżeńskie jest medal w kształcie stylizowanej, sześciopromiennej, srebrzonej, oksydowanej gwiazdy o średnicy 35 mm z ornamentowanymi promieniami łączącymi jej ramiona. Na awersie w środku medalu, na okrągłej tarczy pokrytej różową emalią umieszczone są dwie srebrzone, oksydowane róże. Na odwrotnej stronie w środku umieszczony jest monogram RP, a w otoku napis: ZA DŁUGOLETNIE POŻYCIE MAŁŻEŃSKIE. Przed 1992 rokiem w miejsce monogramu RP był monogram PRL.
Medal zawieszony jest na różowej wstążce szerokości 35 mm z pionowym białym paskiem pośrodku szerokości 4 mm.
Medal za Długoletnie Pożycie Małżeńskie w kolejności nosi się po Medalu za Długoletnią Służbę.